# Nimbacinus dicksoni
El nimbacino (Nimbacinus dicksoni) es una especie extinta de marsupial Dasyuromorphia de la familia Thylacinidae.
El nimbacino vivió en el Oligoceno Superior y en el Mioceno Inferior, aproximadamente entre 23 y 16 millones de años antes del presente. Era un pequeño depredador de unos 50 cm de longitud. Posiblemente se alimentaba de pájaros, pequeños mamíferos y reptiles. Como el tilacino, pudo haber sido un corredor lento, utilizando su resistencia para agotar a sus presas. Sus fósiles han sido encontrados en buen estado de conservación en Australia en Riversleigh (noroeste de Queensland) y en Bullock Creek (Territorio del Norte).
Descrita también por los mismos autores, se considera otra especie del mismo género: Nimbacinus richi Muirhead y Archer, 1990. Corresponde al Mioceno Medio.